# Hybomys planifrons
Hybomys planifrons é uma espécie de roedor da família Muridae.
Pode ser encontrada nos seguintes países: Costa do Marfim, Guiné, Libéria e Serra Leoa.
Os seus habitats naturais são: florestas secas tropicais ou subtropicais, florestas subtropicais ou tropicais húmidas de baixa altitude e regiões subtropicais ou tropicais húmidas de alta altitude.